# كنيسة أم الرب المقدسة

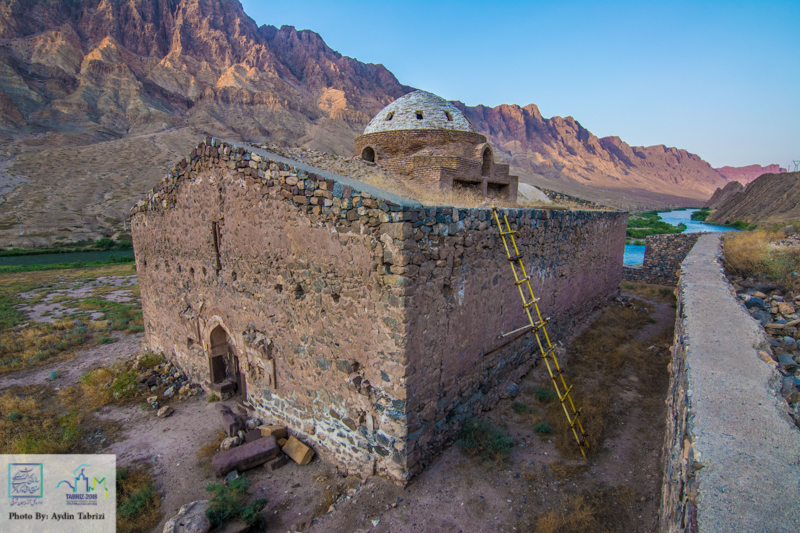
كنيسة أم الرب المقدسة في إيران.

كنيسة أم الرب المقدسة (بالأرمنية: Սուրբ Ասսուածածին Եկեղեցի؛ بالفارسية: کلیسای مریم‌مقدس دره‌شام) هي كنيسة أرمنية تقع في محافظة أذربيجان الغربية إيران في وادي آراس بمحاذاة نهر آراس. والكنيسة مدرجة مع دير القديس تداوس ودير القديس إستبانوس، كنيسة زور زور وكنيسة شروبين على لائحة التراث العالمي منذ عام 2008.